# Sieg (Roman)
Sieg. Eine Inselgeschichte. (im Original englisch Victory. An Island Tale) ist ein Roman des polnisch-britischen Schriftstellers Joseph Conrad. Er erschien erstmals 1915 und handelt von einem stoischen Einzelgänger, der sich auf eine tropische Insel zurückgezogen hat und, nachdem er eine Freundin gefunden hat, von zwei Verbrechern bedroht wird, die glauben, er sei reich.

## Handlung
Der Protagonist des Romans ist der schwedisch-britische Baron Axel Heyst, der von seinem Vater im Sinne der stoischen Philosophie gelehrt wurde, sich zwecks Leidensvermeidung möglichst wenig auf seine Mitmenschen einzulassen. Er lebt allein mit seinem chinesischen Diener Wang an der Diamantenbucht auf der fiktiven Molukkeninsel Samburan. Dort war er Leiter eines Kohlebergwerks, das vor Einsetzen der Romanhandlung bankrottging. In einem Hotel in Surabaya lernt er die junge Britin Alma kennen, die im Hotel des Deutschen Wilhelm Schomberg in einem Damenorchester auftritt. Vor dessen sexuellen Nachstellungen bittet sie Heyst um Hilfe, der sie mit Unterstützung von Frau Schomberg nach Samburan mitnimmt und seitdem Lena nennt. Zwei Verbrecher – der eine lässt sich „einfach Mr. Jones“ nennen und wird wie Heyst als dessen Antagonist wiederholt als Gentleman bezeichnet, und sein Gehilfe Martin Ricardo, der immer wieder mit einer Katze verglichen wird – nisten sich in Schombergs Hotel ein, um dort ein illegales Spielcasino zu etablieren. Schomberg, der sie loswerden und sich gleichzeitig an Heyst rächen will, überredet sie, nach Samburan zu fahren: Er behauptet, „dieser Schwede“ sei seinerseits ein Verbrecher und verstecke auf der Insel großen Reichtum. Begleitet von ihrem Diener Pedro erreichen Jones und Ricardo halbverdurstet die Insel – jemand hatte ihren Trinkwasservorrat teilweise durch Salzwasser ersetzt. Heyst gibt ihnen zu trinken und überlässt ihnen einen leerstehenden Bungalow der Bergwerkssiedlung. Die beiden nehmen daraufhin eine zunehmend bedrohliche Haltung ein. Lena hält sich vor ihnen verborgen, wird aber von Ricardo, der in Heysts Bungalow eindringt, sexuell attackiert. Sie wehrt den Angriff ab, hilft ihm aber zu entkommen und verheimlicht den Zwischenfall vor Heyst. Wang stiehlt Heysts Revolver und zieht sich mit seiner indigenen Frau in deren Dorf auf der anderen Seite der Insel zurück. Dadurch stehen Heyst und Lena den beiden Verbrechern schutzlos gegenüber. Ricardo will nun Jones verlassen, weil er sich Hoffnungen macht, Lena sei in ihn verliebt. Diese lässt ihn in diesem Glauben, um sich für Heyst zu opfern. In einem Showdown während eines schweren Gewitters gelingt es ihr, an Ricardos Messer zu kommen. Gleichzeitig erfährt der misogyne, anscheinend homosexuelle Jones von Heyst von Lenas Anwesenheit auf der Insel. Voller Eifersucht dringt er in Heysts Bungalow ein, um Ricardo zu erschießen, trifft aber versehentlich Lena, die selig in dem Glauben stirbt, dadurch Heyst gerettet zu haben (dies der titelgebende „Sieg“ des Romans). Da betritt Heysts Freund Kapitän Davidson die Szene, der von Frau Schomberg über das Vorhaben der beiden Verbrecher informiert wurde. Jones erschießt schließlich Ricardo, kann aber die Insel nicht mehr verlassen – Wang war zurückgekommen, hatte Pedro erschossen und das Boot ins offene Meer treiben lassen. Davidson findet später Jones’ Leichnam im Wasser. Heyst zündet alle Gebäude der Bergwerkssiedlung an und begeht Suizid. Der Roman endet mit Davidsons Bericht vor einer niederländischen Kolonialbehörde.

## Aufbau und Erzähltechnik
Die vier Teile des Romans enthalten sieben bis dreizehn Kapitel. Diese Einteilung geht auf die Herausgeber von Munsey’s Magazine zurück, wo Sieg 1915 in Fortsetzungen erschien. Auffallend ist der Wechsel der Erzählperspektive: Den ersten Teil erzählt homodiegetisch ein namenloser Erzähler, der sich lediglich als einer der europäischstämmigen Händler ausgibt, die „da draußen“, also im Malaiischen Archipel, ihren Geschäften nachgehen. Er kennt Heyst nicht persönlich, sondern rekonstruiert seine Erzählung aus Berichten und Gerüchten über ihn, namentlich aus Davidsons Erzählungen, der Heysts Rückzug nach Samburan recherchiert hat. Von Teil zwei an wird dann aus der Perspektive von Heyst erzählt: So erfährt der Leser von dessen innerem Konflikt zwischen stoischer Lebenshaltung und seiner Neigung zu Mitleid und Hilfsbereitschaft, mit der er etwa einem Kapitän Morrison das nötige Geld leiht, mit dem dieser sein Schiff auf Osttimor beim portugiesischen Zoll auslösen kann, oder Alma/Lena vor Schombergs Nachstellungen rettet. Später wechselt die Perspektive auch auf Lena, auf Schomberg und auf Ricardo. Diese multiperspektivische Erzähltechnik bietet dem Leser jeweils unterschiedliche Interpretationsweisen der Handlung.

## Entstehung
Die Idee zu Sieg hatte Conrad bereits Ende 1911. Ursprünglich war es als Novelle konzipiert, die den Arbeitstitel Dollars haben sollte. Unter dem Eindruck des kommerziellen Erfolges der beiden Vorgängerbücher – eines Sammelbands, der die Erzählung Der geheime Teilhaber enthält, und des Romans Spiel des Zufalls – weitete Conrad den Stoff zu einem Roman aus. Die Niederschrift erfolgte zwischen Oktober 1912 und Juli 1914, also bis unmittelbar vor Ausbruch des Ersten Weltkriegs. Den Titel legte Conrad erst einige Tage nach Abschluss des Manuskripts fest. Der Roman erschien 1915 zunächst als Fortsetzungsroman in Munsey’s Magazine, im gleichen Jahr kamen gebundene Erstausgaben bei Doubleday, Page & Co. in New York City und im Londoner Verlag Methuen & Co. heraus.

## Rassismus
Der nigerianische Schriftsteller Chinua Achebe nannte Conrad mit Bezug auf seinen berühmtesten Roman Herz der Finsternis einen „verdammten Rassisten“. Für diese Ansicht bietet auch Sieg mehrere Indizien: Die Träger der Handlung sind allesamt Weiße. Die Malaien dagegen, die Kapitän Davidsons Schiffsbesatzung bilden, werden nur einmal en passant erwähnt; die Alfuren, die auf der anderen Seite von Samburan leben und den Kontakt mit der Moderne verweigern, erscheinen als unheimlich und bedrohlich. Jones bekennt sich unwidersprochen zu seinem Glauben an „rassische Überlegenheit“. Besonders krass ist die Darstellung des Pedro, den Ricardo und er an der Küste Nicaraguas aufgelesen haben und wie ihren Sklaven behandeln. Conrad erwähnt regelmäßig seine übermäßig starke Behaarung, die ihn wie einen Pavian oder einen Bären erscheinen lässt. Einzige Ausnahme in der stereotypen Beschreibung Nichtweißer ist der Chinese Wang, dessen Hautfarbe zwar wiederholt mit „gelb“ angegeben wird und der in eurozentrischer Weise zunächst als geheimnisvoll und undurchschaubar beschrieben wird. Doch plötzlich tritt er mit einem Bewusstsein auf, das klar als außereuropäisch geschildert wird. Der Literaturwissenschaftler Terry Collits sieht in dieser Gestalt einen Ansatz für eine postkoloniale Lesart der Texte Conrads, der sich der Grenzen einer jeden Kultur bewusst gewesen sei und danach gestrebt habe, sie zu überwinden.

## Rezeption
Bei seinem Erscheinen wurde der Roman zumeist positiv aufgenommen. Laut dem amerikanischen Anglisten Peter Lancelot Mallios befestigte er Conrads neu gefundene Zentralität in der Literaturszene. Er verkaufte sich so gut, dass der Autor seine hohen Schulden tilgen konnte. Bis zu seinem Tod 1924 erlebte er achtzehn bzw. sechzehn Auflagen in Großbritannien und den USA. Doch gab es auch negative Kritiken. So vermutete der Literaturkritiker William Lyon Phelps 1916, Conrad habe mit Sieg versucht, ein populäres Buch zu schreiben: „Trotz vieler schöner Passagen in der Beschreibung handelt es sich um armseliges Zeug, und sein Autor sollte sich für Mr. Jones schämen, der zum billigen Melodram gehört“. Ähnlich wertete US-Literaturwissenschaftler Thomas C. Moser 1957 das Werk als Zeichen für Conrads „Niedergang“ und fragte, ob ein Autor plötzlich aufhören könne, „ernsthafte Bücher zu schreiben und anfangen, Werke zu produzieren, die nicht mehr von populärem Schrott zu unterscheiden sind“. Vladimir Nabokov lehnte Conrads Prosa wegen ihres „Souvenirladen-Stils, Buddelschiffen und Muschelketten von romantischen Klischees“ ab. Nach Ansicht des polnischen Literaturwissenschaftlers Adam Gillon ließ er sich dennoch von dem Buch zu seinem Bestseller Lolita inspirieren.
Peter Lancelot Mallios erklärt die überaus widersprüchlichen Bewertungen des Buches damit, dass sich Conrad um eine „demokratische Poetik“ bemüht habe: So habe er seine literarische Finesse in Sieg nicht zu einer Barriere für Leser ohne höhere Bildung werden lassen; auch die wiederkehrende Thematisierung von Bildung und Pädagogik sowie die große Bedeutung von Aufrichtigkeit (im Gegensatz zur „Diplomatie“ etwa von Mr. Jones) würden in diese Richtung weisen.
Im besetzten Polen verboten die Nationalsozialisten 1942 die polnische Ausgabe. Wahrscheinlich hatte der Zensor das Buch nicht gelesen, sondern handelte allein aufgrund des Titels Zwycięstwo.
1976 veröffentlichte Bob Dylan auf dem Album Desire das Lied Black Diamond Bay, das von Conrads Buch inspiriert ist. In der Collage auf der Rückseite des Albumcovers ist auch ein Porträt Conrads zu erkennen. Die amerikanische Schriftstellerin Joan Didion sagte 2006 in einem Interview, Sieg sei „vielleicht ihr liebstes Buch in der Welt“. Niemals beginne sie einen neuen Roman, ohne es erneut zu lesen.

## Ausgaben (Auswahl)
- Victory. An Island Tale. Methuen & Co, London 1915.
- Victory. An Island Tale. Doubleday, Page & Company, New York City 1915.
- Victory. An Island Tale. With an introduction by John Gray and notes and appendix by Robert Hampton. Penguin Classics, London 2015, ISBN 978-0-241-18965-8.
- Sieg. Eine Inselgeschichte. Deutsch von Walter Schüremberg (= Gesammelte Werke in Einzelausgaben, Bd. 1). S. Fischer, Frankfurt am Main 1962.
- Sieg. Die Geschichte einer Insel. Mit einer Nachbemerkung von Günter Walch. Edition Maritim, Hamburg 2008, ISBN 978-3-89225-600-7

## Adaptionen

### Theater
- 1919 wurde Sieg in einer Theaterfassung des britischen Autors Macdonald Hastings am Londoner Globe Theatre aufgeführt.

### Film
- 1919: Victory. Amerikanischer Stummfilm von Maurice Tourneur mit Jack Holt und Seena Owen Victory (1919).
- 1930: Dangerous Paradise. Amerikanischer Film von William A. Wellman. 1931 produzierte Paramount Pictures von diesem frühen Tonfilm mehrere fremdsprachige Versionen in Paris, darunter die französische Version Dans une île perdue von Alberto Cavalcanti und die deutsche Version Tropennächte von Leo Mittler[21]
- 1940: Victory. Amerikanischer Film von John Cromwell mit Fredric March, Cedric Hardwicke und Betty Field.
- 1986: Des Teufels Paradies. Deutscher Film von Vadim Glowna mit Jürgen Prochnow.
- 1996: Victory. Französisch-deutsch-britische Koproduktion von Mark Peploe mit Willem Dafoe, Sam Neill, Irène Jacob und Jean Yanne.

### Hörspiel
- 1986: Das Geheimnis von Samburan – Regie: Günther Sauer (WDR/BR)[22]